# دوغلاس (ماساتشوستس)
دوغلاس (بالإنجليزية: Douglas, Massachusetts)‏ هي بلدة أمريكية تقع في الولايات المتحدة في مقاطعة ووستر (ماساتشوستس). يقدر عدد سكانها بـ 8,471 نسمة ومساحتها 97.7 كم2 وترتفع عن سطح البحر 177 متر.

## أعلام
- جون ر. ثاير